# 来安街道
来安街道是中华人民共和国江苏省宿迁市泗阳县下辖的一个街道办事处。2020年7月，撤销八集乡，设立来安街道。以原八集乡行政区域和原众兴镇的贾庄、魏湾、葛集、同兴、双安、朱楼、胡集、陈祠堂、蚕桑、刘集圩、徐园、来安、姜丰、张束、东和平、东安、葛二、陈大元18个居委会区域为来安街道行政区域。

## 行政区划
来安街道下辖以下村级行政区划单位：
贾庄社区、魏湾社区、葛集社区、同兴社区、双安社区、朱楼社区、胡集社区、陈祠堂社区、蚕桑社区、刘集圩社区、徐园社区、来安社区、姜丰社区、张束社区、东和平社区、东安社区、葛二社区、陈大园社区、八集社区、六塘村、大石渡村、董荡村、双桥村、集南村和前荡村。